# Euroscola
O Concurso Euroscola, criado em 1990, é um projeto desenvolvido pelo Parlamento Europeu com o objetivo de proporcionar aos jovens a hipótese de participarem num debate com outros jovens da União Europeia, sobre temas da atualidade mundial e europeia.

## Descrição
O objetivo do projeto é simular o quotidiano dos deputados europeus através de uma sessão europeia onde é promovido o debate entre alunos do ensino secundário dos 27 estados-membros da União Europeia e proporcionar uma experiência de integração europeia entre os seus participantes. De entre os temas da atualidade europeia já debatidos pelos jovens encontram-se, por exemplo, as eleições europeias, o euro, os valores europeus e o Tratado de Roma, bem como o futuro do continente europeu.
A fase europeia do concurso é constituída por aproximadamente 20 plenários em Estrasburgo, contando com cerca de 10 000 estudantes, por ano. Em cada um desses plenários encontra-se uma comitiva de cada estado-membro participante, o que perfaz cerca de 500 alunos por plenário. À semelhança dos trabalhos conduzidos pelos eurodeputados, durante a sua estadia no Parlamento Europeu, os jovens participam em comissões, fazem propostas e votações.

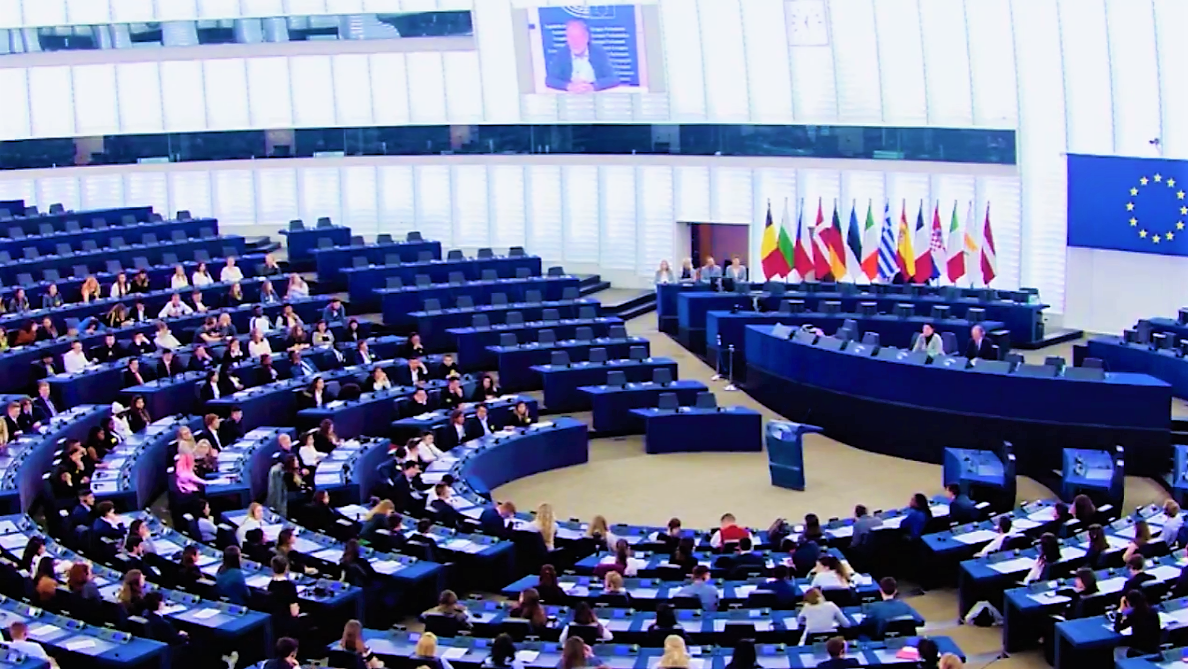
Sessão Euroscola de 30 de março de 2017, em Estrasburgo

## Processos de seleção
Antes da fase europeia e em cada estado-membro, a participação das escolas é feita através de um concurso nacional organizado pela representação do Parlamento Europeu nesse estado. Sendo que, as escolas, e os seus respetivos candidatos, que vencerem esse concurso nacional serão as que recebem uma viagem gratuita, de vários dias, a Estrasburgo para participar na sessão europeia.

### Portugal
Em Portugal a fase preliminar é desenvolvida em paralelo com o projeto Parlamento dos Jovens do ensino secundário e com o apoio do IPDJ. Dois deputados da sessão escolar do Parlamento dos Jovens fazem um trabalho sobre um tema pertinente da atualidade europeia e vão à sessão distrital defendê-lo mediante a realização de uma apresentação oral avaliada presencialmente por um júri. Esse júri decide qual a melhor apresentação, a que vai representar o distrito na nacional. Por fim na sessão nacional decidem-se os melhores projetos e quais as escolas que irão participar na fase europeia do concurso Euroscola.